# Detmold
Detmold település Németországban, azon belül Észak-Rajna-Vesztfália tartományban. Lakosainak száma 74 835 fő (2023. december 31.).

## Fekvése
A Teutoburgi erdő északi lejtőjénél, a Werra völgyében fekvő település. Detmold Augustdorf, Blomberg, Horn-Bad Meinberg, Schlangen, Lage és Lemgo községekkel határos.

## Története

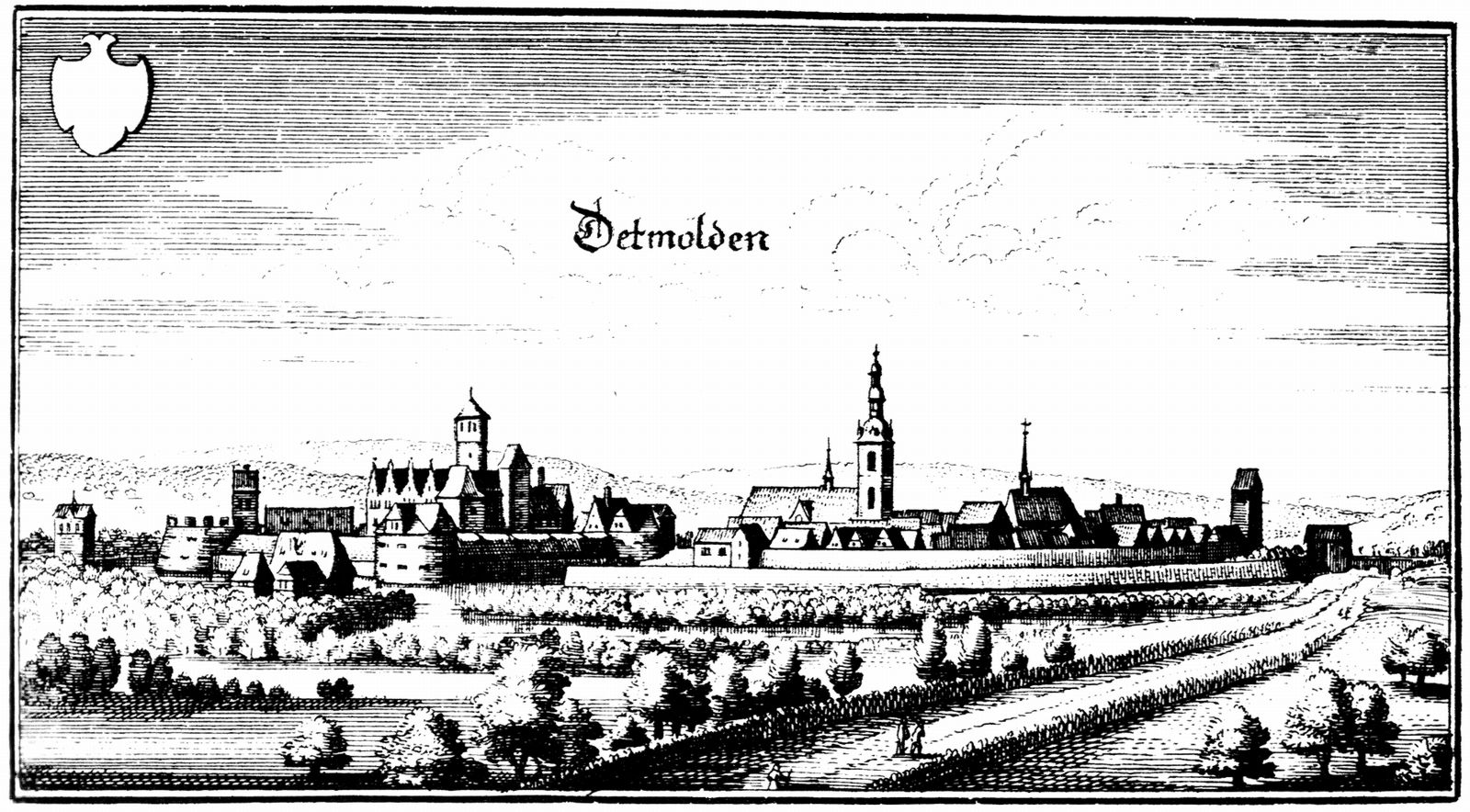
Detmold egy régi metszeten

783-ban itt ütköztek meg a frank és szász hadak. Az egykor itt lefolyt véres csata közelében létesült később a település, amely 1263-ban kapott városjogot a lippei fejedelmektől. A város 1918-ig az ő fennhatóságuk alatt állt.
Az óváros (Alstadt) közepén áll a 16. században épült detmoldi kastély, amely
Detmold festői környezetben fekszik. A várostól nyugatra egybefüggő üdülőrész, amely részben gyógyüdülő is, és természetvédelmi terület található.

## Nevezetességei
- Detmoldi kastély  - a lippei fejedelmek állandó rezidenciája volt.
- Ameida-ház - Az épületben kapott helyet a Helytörténeti múzeum
- Piactéri templom (Marktkirche) - Ebben a templomban található a lippei fejedelmek kriptája.
- Új-palota (Neues Palais) - barokk-klasszicista stílusban épült 1708-1718 között.

## Itt születtek, itt éltek

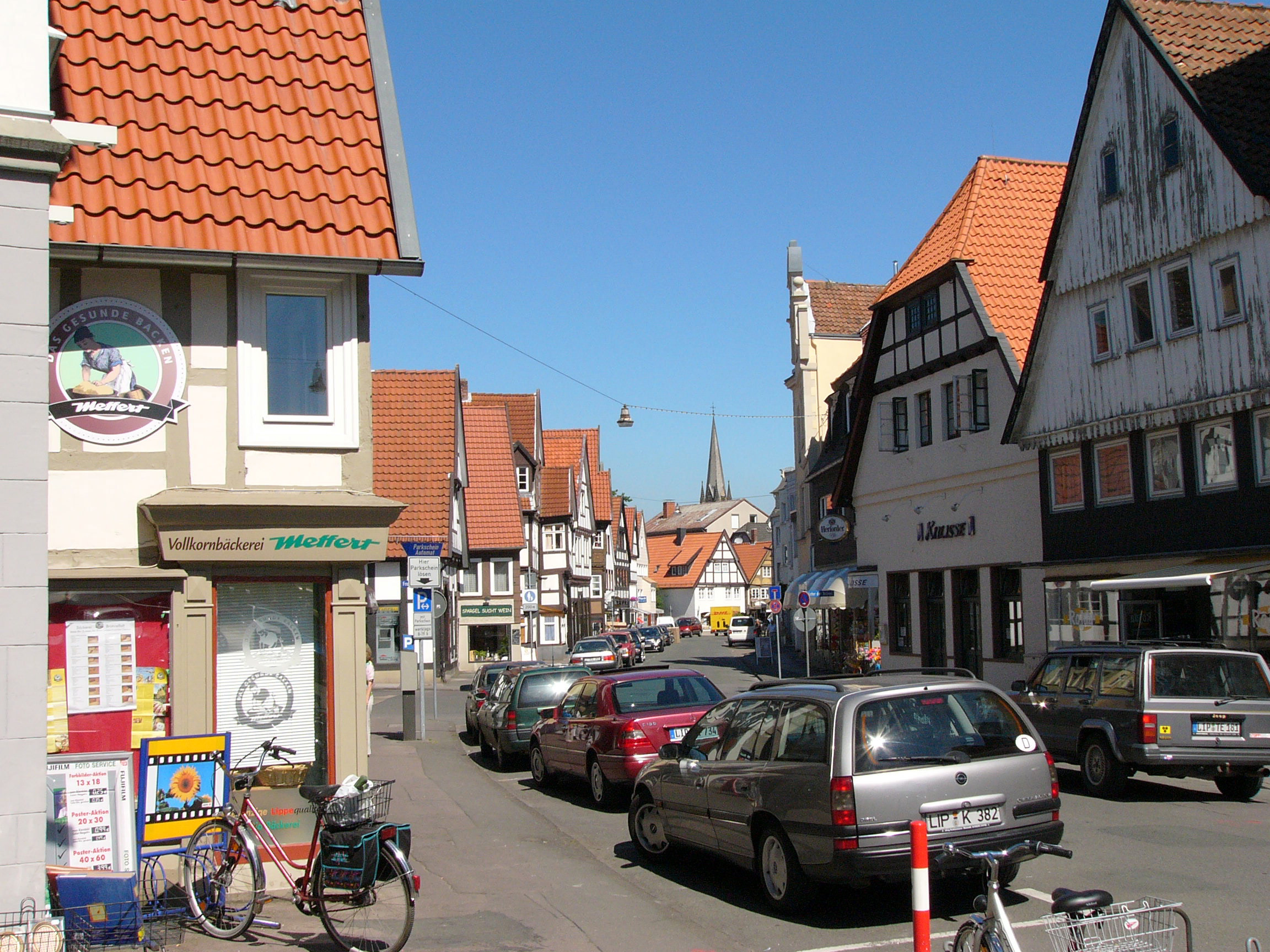
Detmold, óváros

- Tujamo (1988- ) zenei producer, DJ, World Music díjas zenei előadó.
- Ferdinand Freiligrath (1810-1876) - a német romantika képviselője itt született.
- Johannes Brahms  (1833-1897) itt alkotott egy ideig.
- Albert Lortzing művészetében itt gyönyörködhetett egy ideig  1826-1833 között a zenéért és színművészetért rajongó közönség. Lortzing itt Detmoldban komponálta Die Himmelfahrt Christi  című oratóriumát.
- Karl Immermann író, drámaíró 1831-ben egy alkalommal itt tartózkodott a városban. Ismert műve a "Münchausen báró kalandjai", amelynek fő alakját Karl Fridrich Hieronymus von Münchausen bodenwerderi birtokos nemesről mintázta.
- Itt született 1956. január 5-én  Frank-Walter Steinmeier politikus, jogász, szociáldemokrata politikus

## Galéria

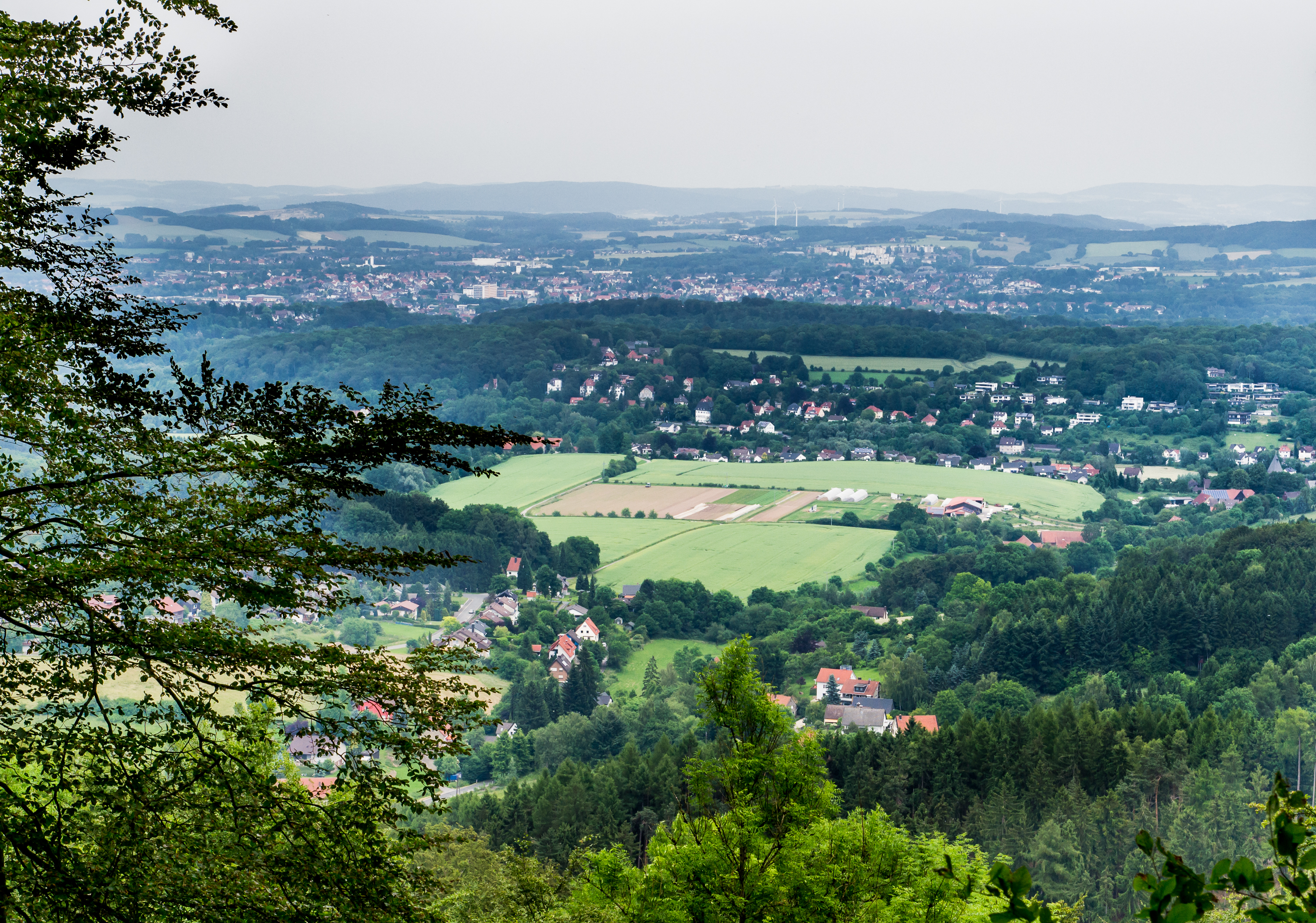
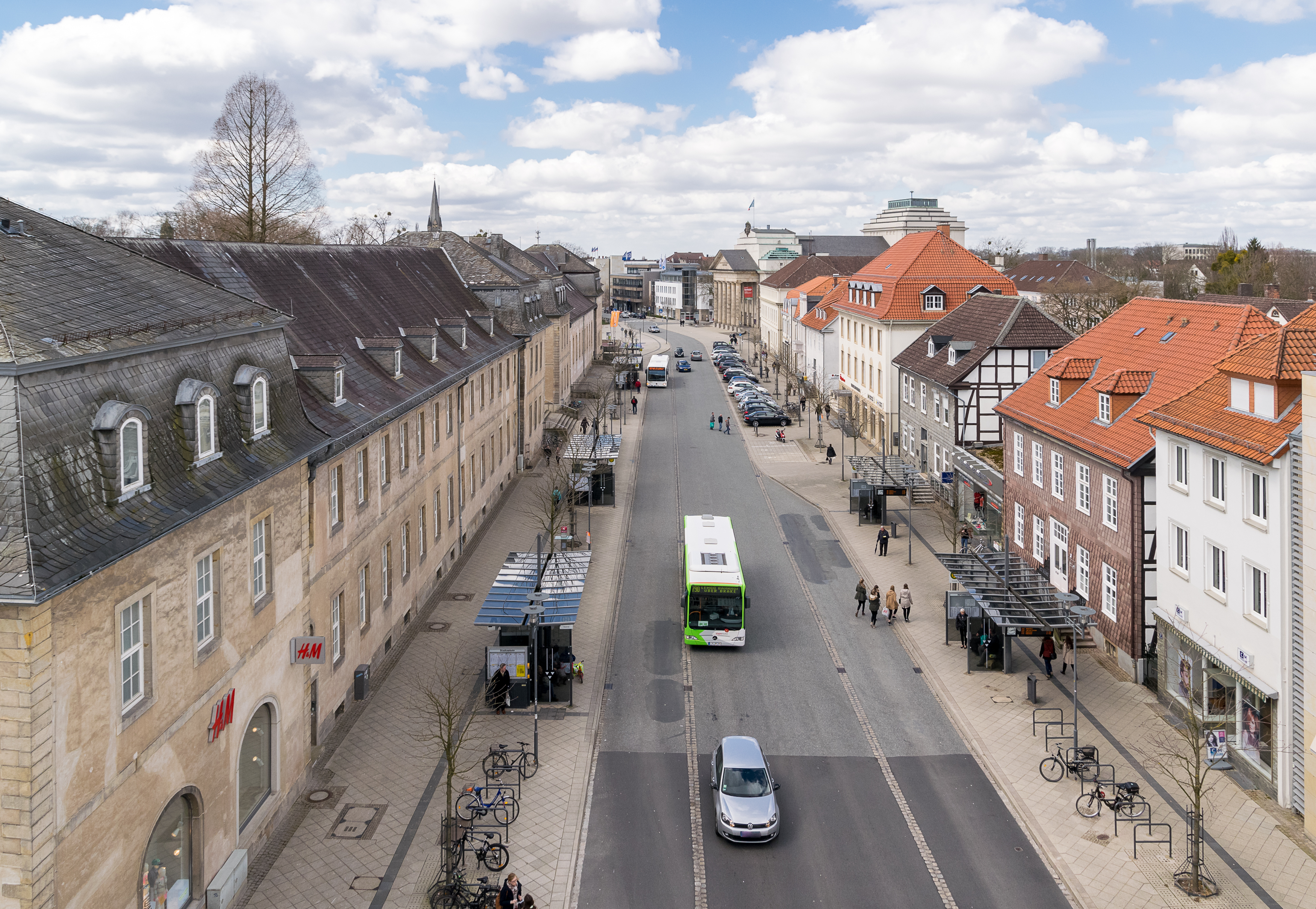
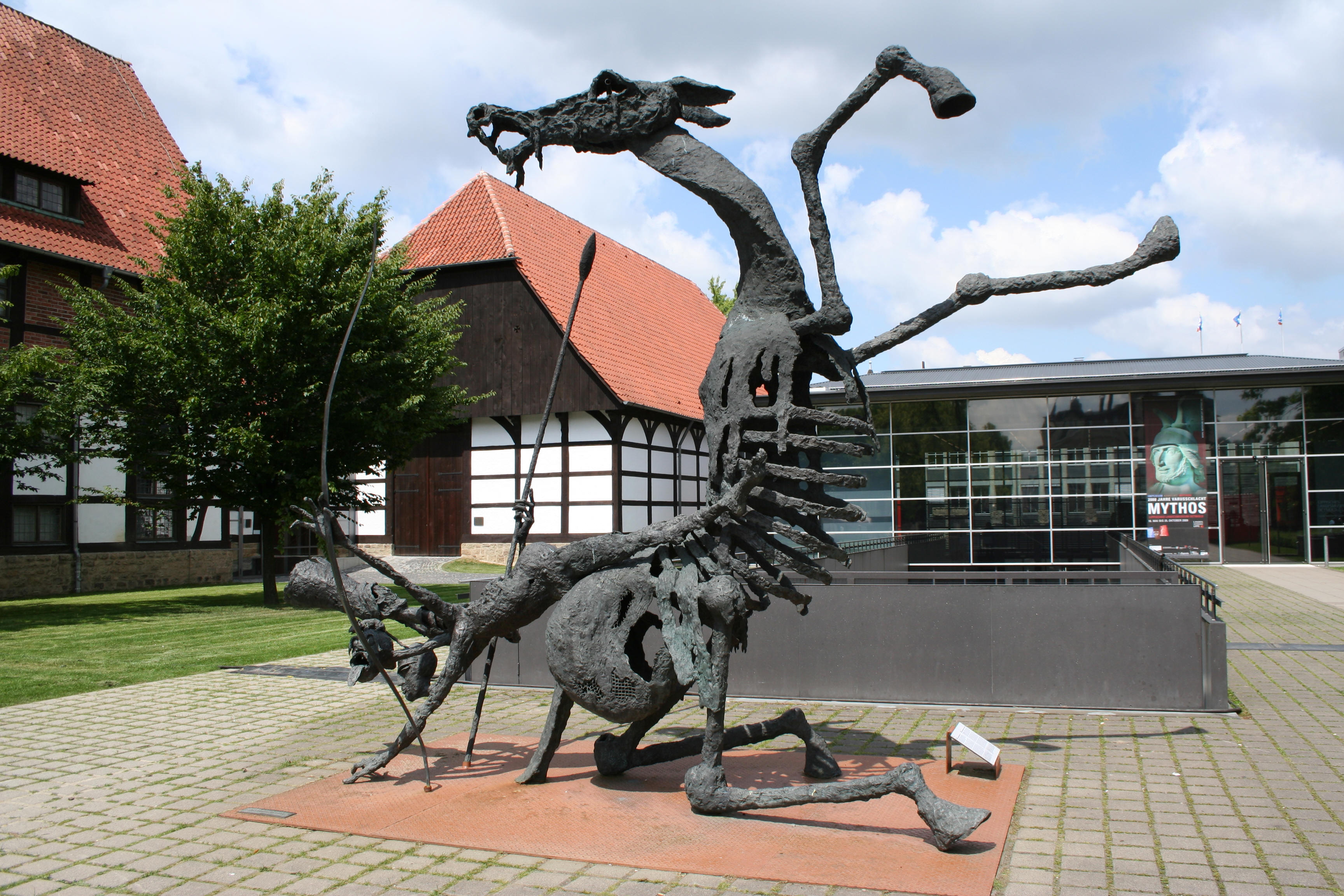
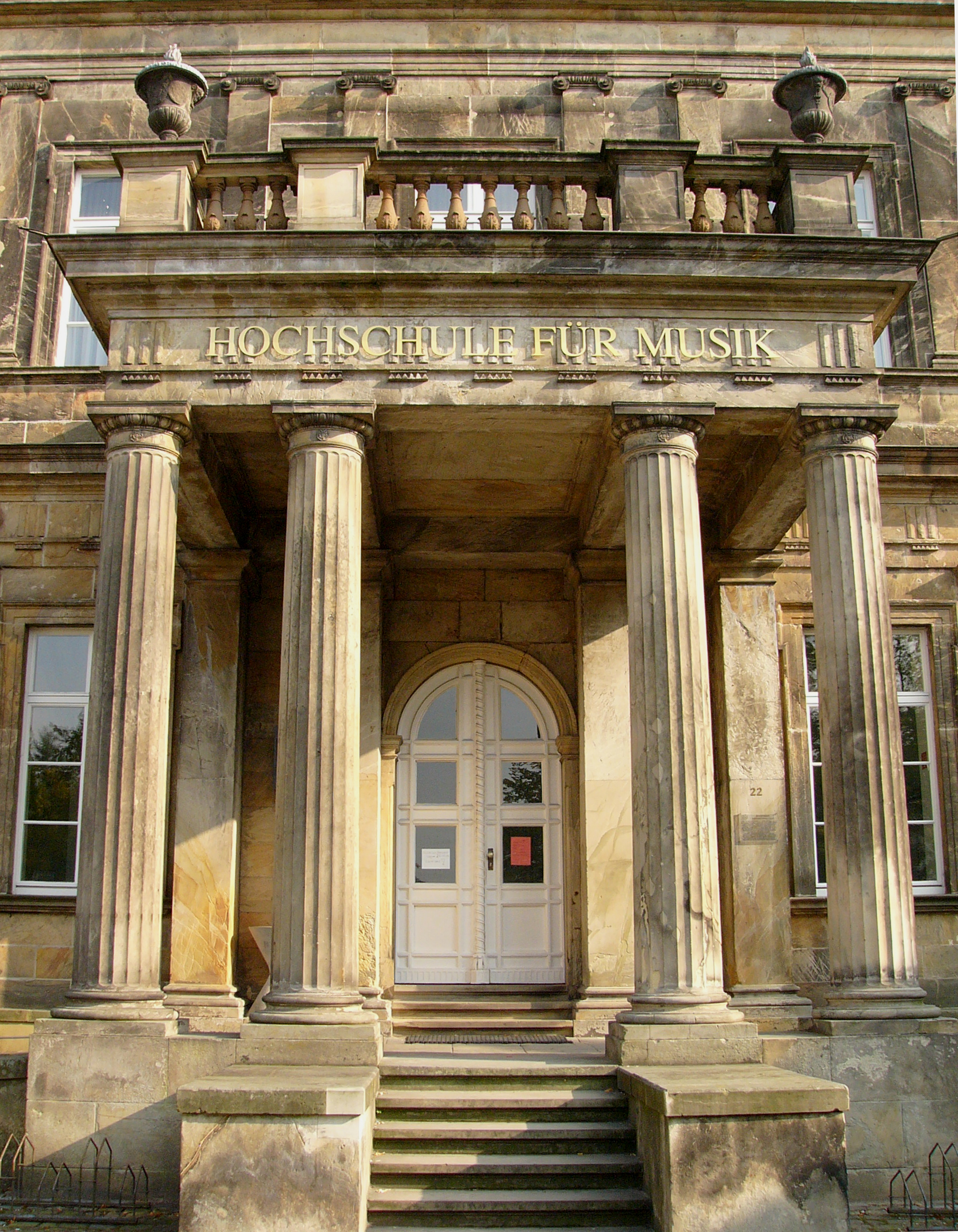
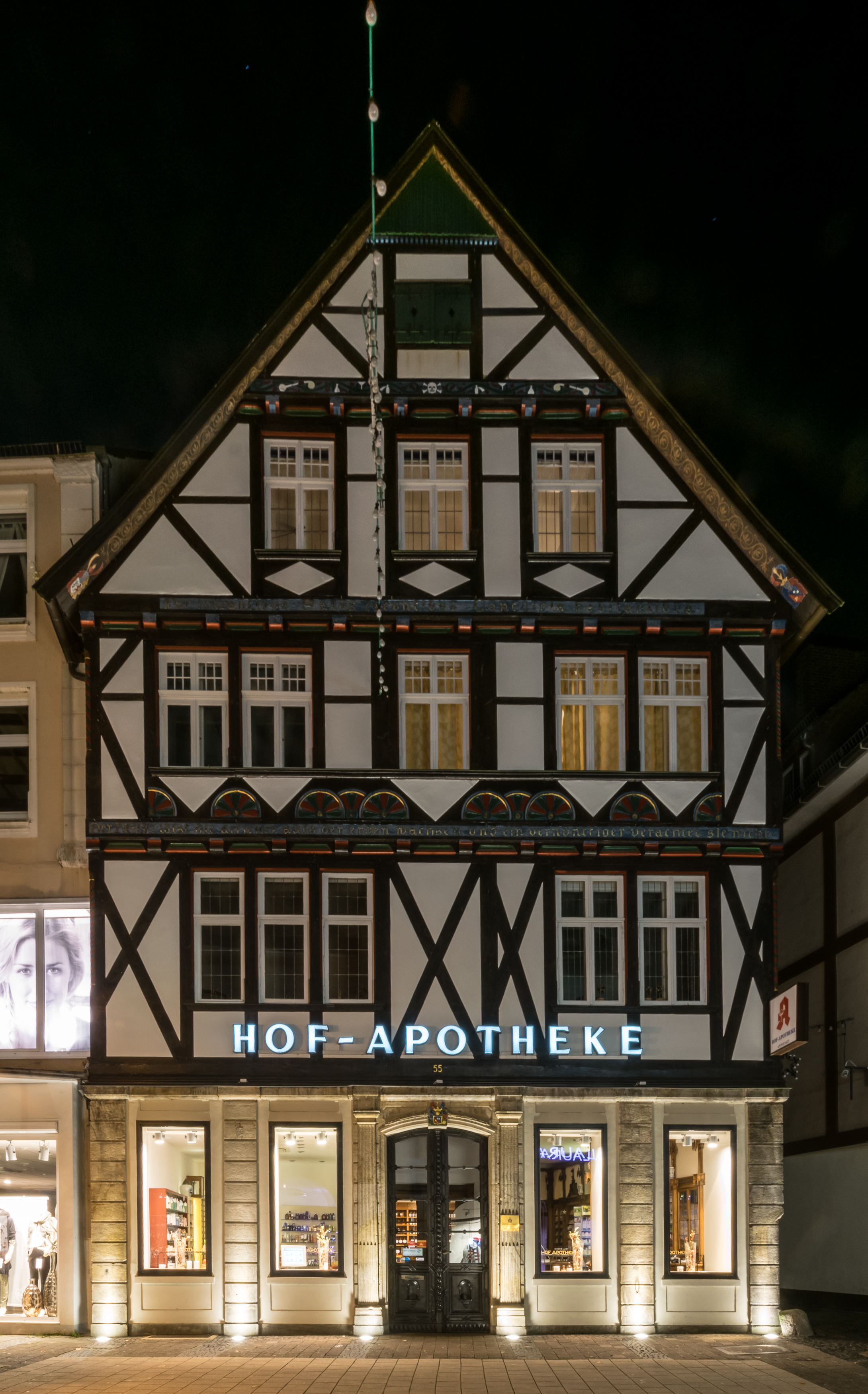
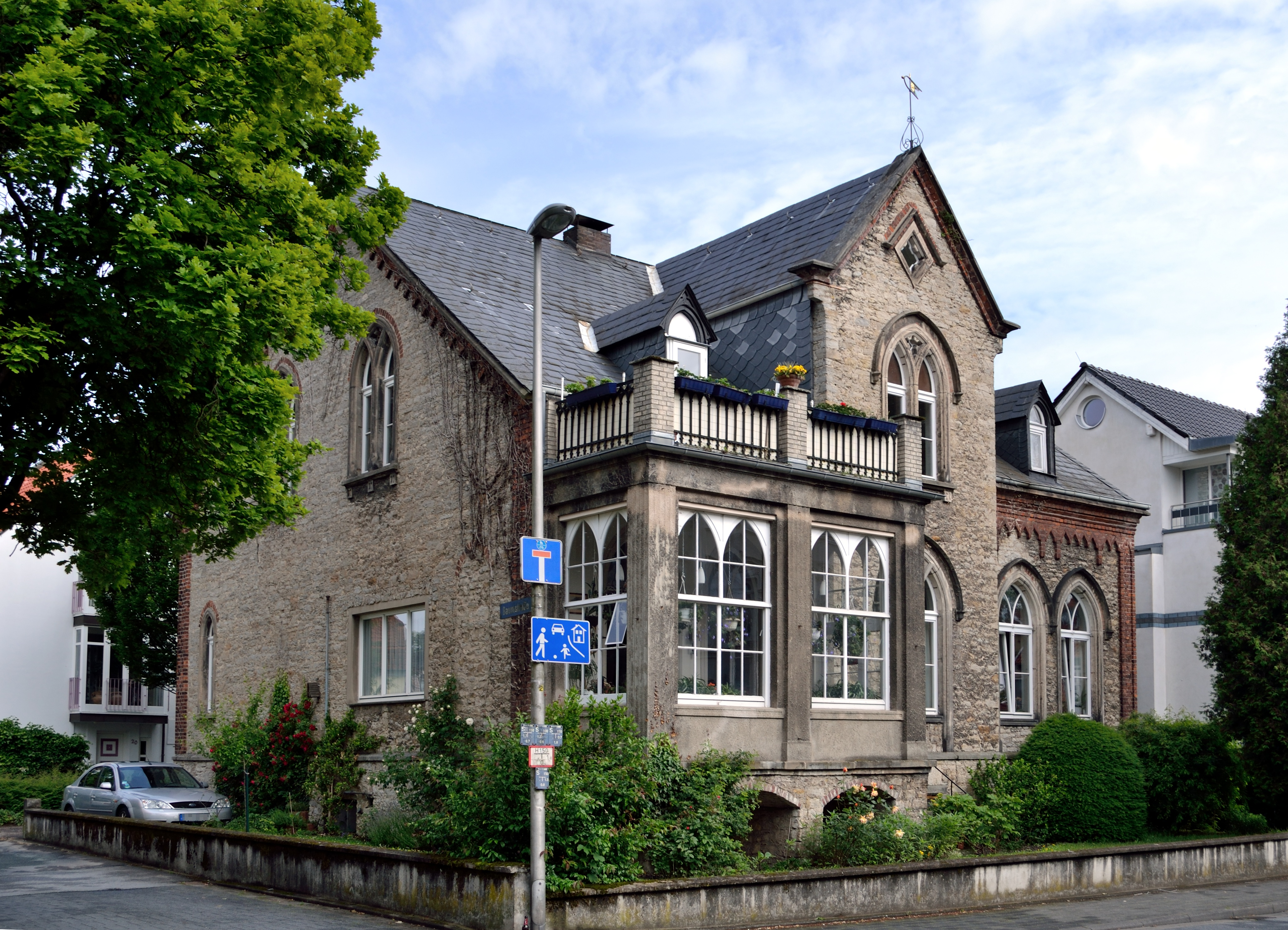
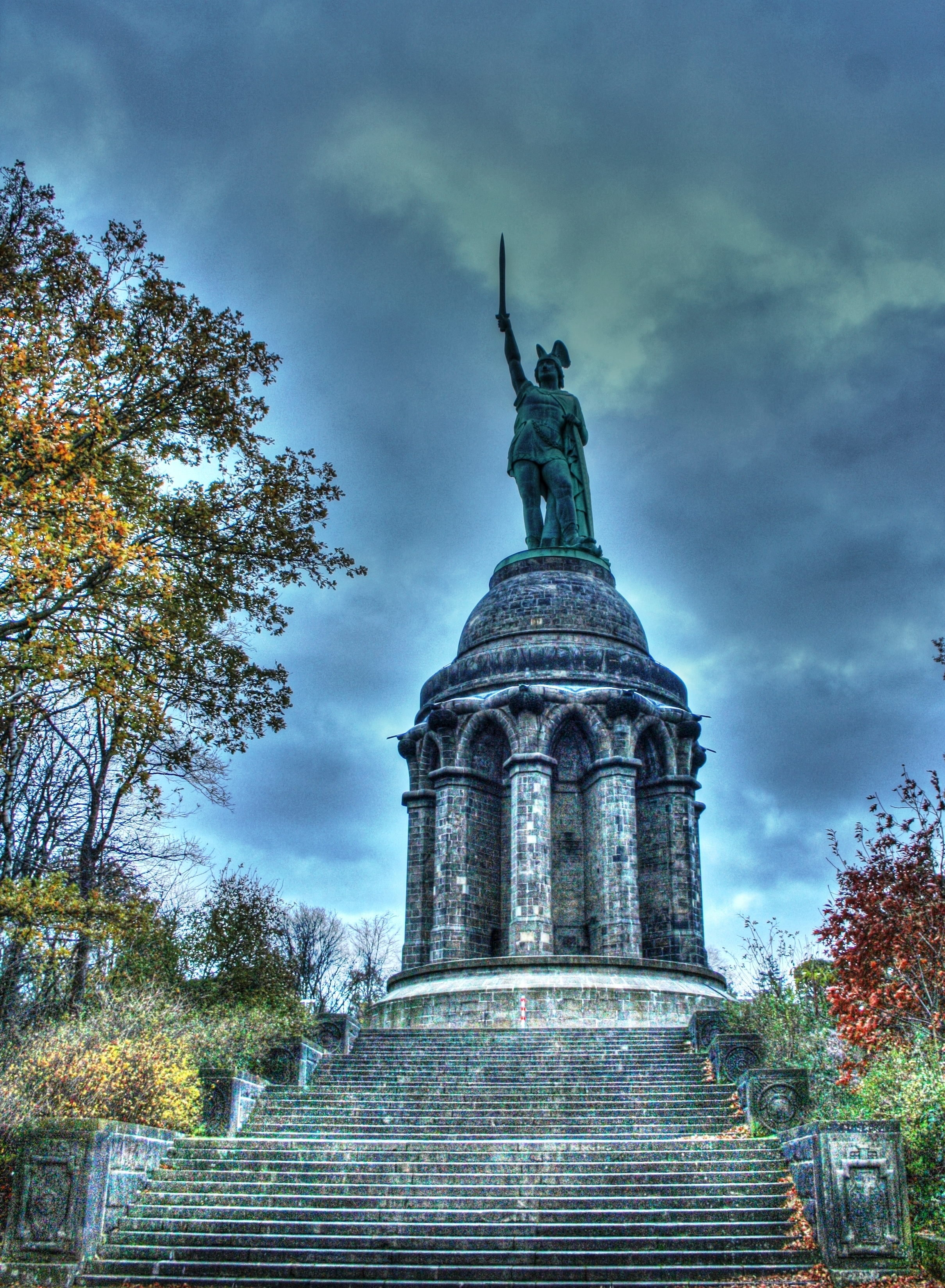
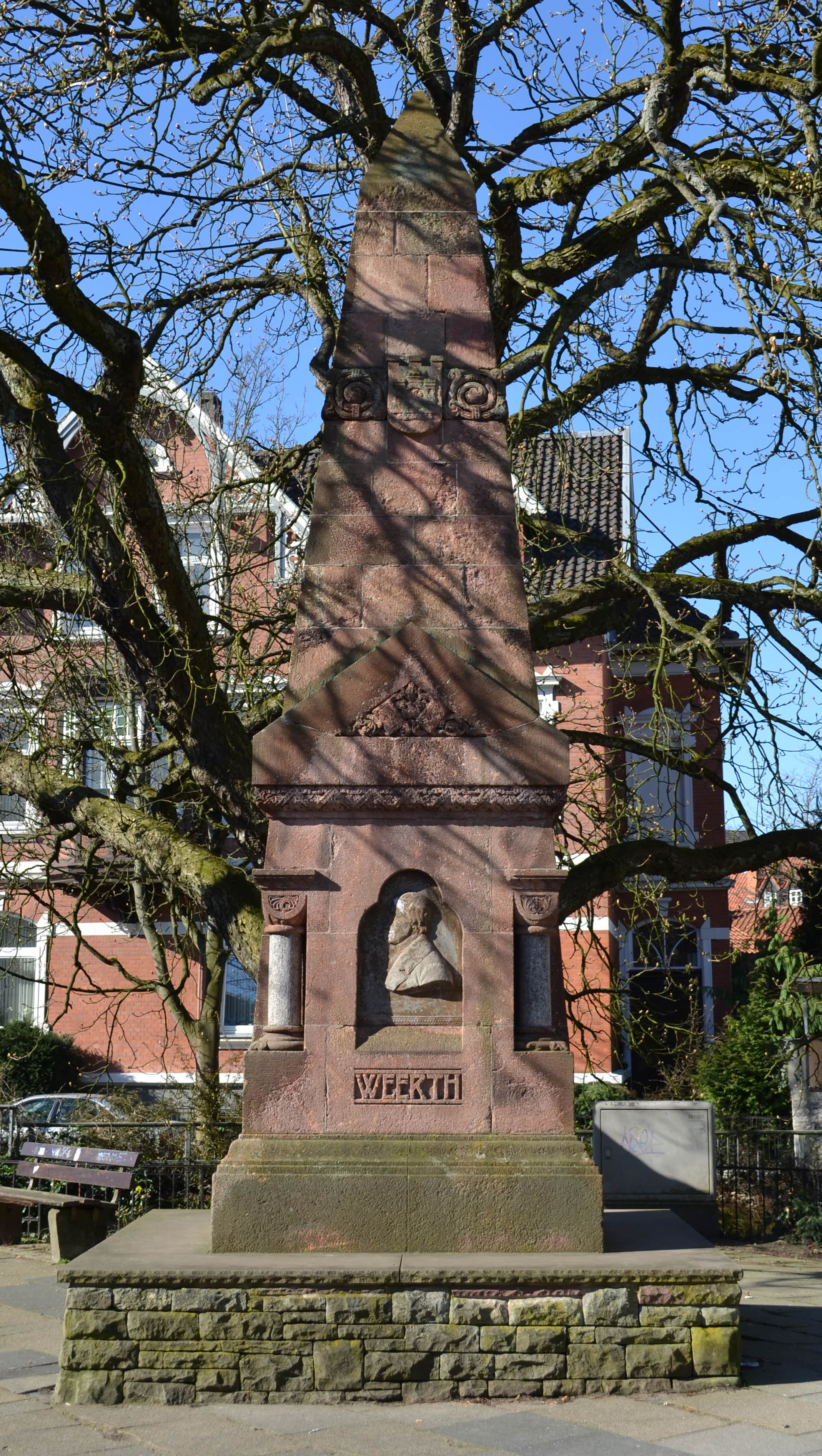
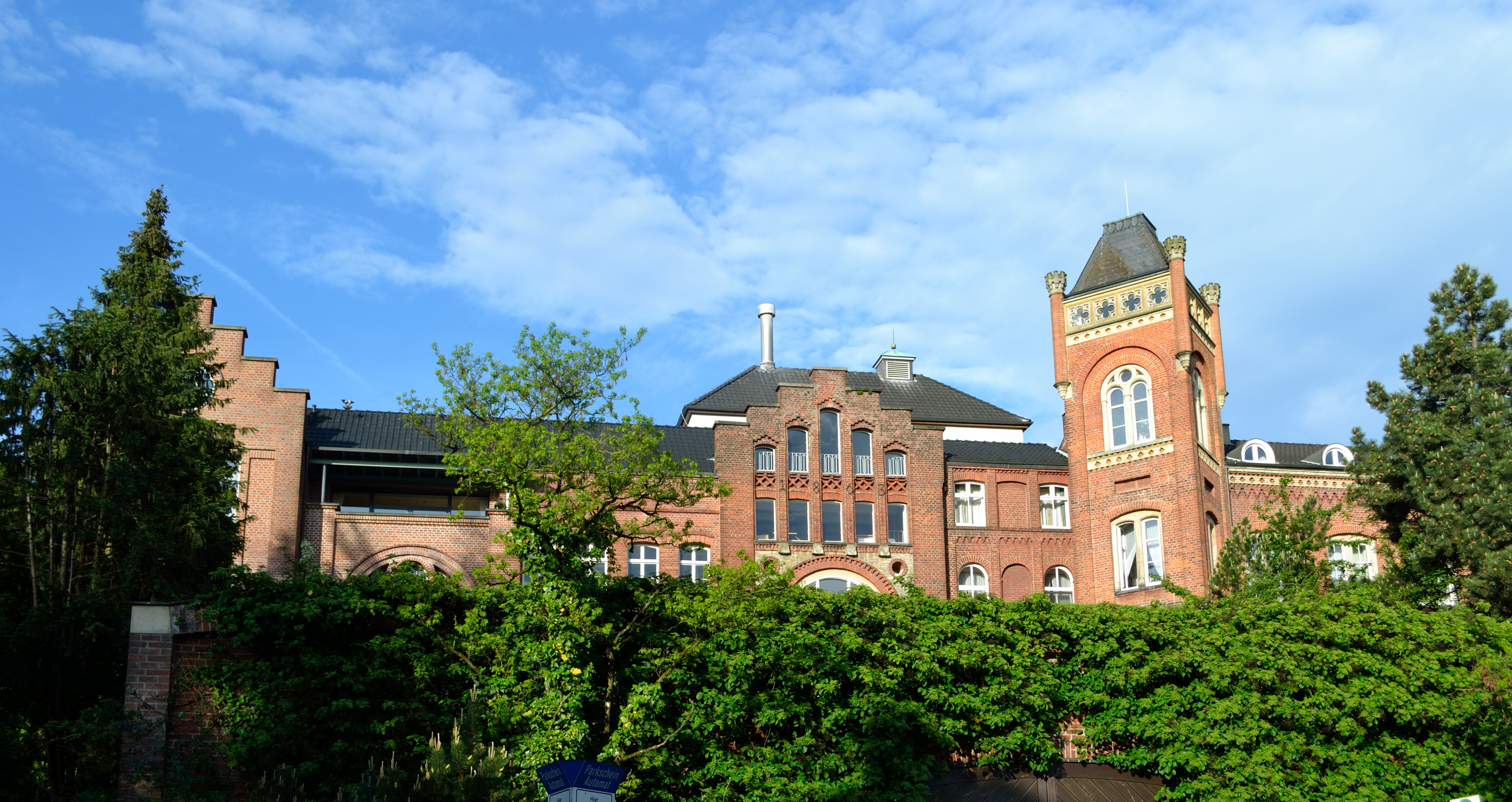